# Circuitul azotului în natură

Ciclul azotului în natură

Circuitul azotului în natură (sau ciclul azotului) reprezintă procesul de circulație continuă a azotului în atmosferă, scoarța terestră, organismele animale și cele vegetale, în decursul căruia acest element chimic trece prin diverse forme și combinații chimice. Astfel, de exemplu, azotul poate exista în stare gazoasă, sau ca nitrat, nitrit, amoniac sau intra în componența a diverși compuși organici. Transformările survenite în cursul ciclului azotului pot să fie parte a unor procese biologice sau nebiologice.
Ciclul biogeochimic al azotului este relativ perfect, deoarece pe măsură ce acest element este consumat, mecanisme de feed-back readuc azotul din nou în circuit.
În ecosferă există rezerve practic nelimitate de azot, în special sub formă moleculară în atmosferă și compuși ai azotului în sol.
Formele azotului accesibile pentru plante sunt azotații.
O sursă de obținere a azotaților pentru plante o constituie organismele fixatoare de azot atmosferic.
De exemplu, Bacteria radicicola fixează până la 280 kg azot/ha/an.
În procesul de fixare a azotului participă și unele metale tranziționale, printre care mai frecvente sunt fierul și molibdenul.
După ce sunt înglobați în protoplasma plantelor, azotații sunt preluați de animale și incluși în protoplasma acestora de unde o parte trec în uree, iar alta, după moartea organismelor, sub acțiunea bacteriilor se transformă în amoniac.
Altă sursă de amoniac o reprezintă descărcările electrice din atmosferă și emanațiile vulcanice; o parte din acest amoniac ajunge în corpul plantelor, iar altă parte, sub influența bacteriilor se transformă în nitriți și nitrați.
Parțial, nitriții, sub acțiunea microorganismelor denitrifiante pot ajunge din nou în atmosferă sub formă de azot molecular.
În prezent, circuitul biogeochimic al azotului este modificat în parte, datorită influenței factorilor antropici printre care cel mai important este poluarea.
Procesele industriale de fixare a azotului atmosferic pentru a produce îngrășăminte chimice constituie, de asemenea, o altă cauză de perturbare a circuitului biogeochimic al azotului.